# 알렉산더 윌리엄 윌리엄슨

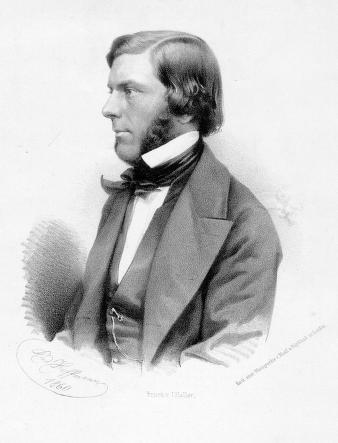

알렉산더 윌리엄 윌리엄슨(Alexander William Williamson, 1824년 5월 1일 – 1904년 5월 6일)은 잉글랜드의 화학자이다. 오늘날 윌리엄슨 에터 합성으로 알려져 있다.

## 에테르에 대한 연구
윌리엄슨은 알콕사이드와 할로알케인을 반응시켜 비대칭 에터를 형성시키는 연구를 진행했으며 이를 윌리엄슨 에터 합성으로 부른다.